# Ardisia
Die Ardisia, auch Spitzblumen genannt, sind eine Pflanzengattung aus der Unterfamilie der Myrsinengewächse (Myrsinoideae) innerhalb der Familie der Primelgewächse (Primulaceae). Die mehr als 400 Arten sind hauptsächlich in der Neotropis und den tropischen Gebieten Asiens verbreitet. Einige Arten werden als Zierpflanzen verwendet, weitere Nutzungen durch den Menschen gibt es kaum.

## Beschreibung

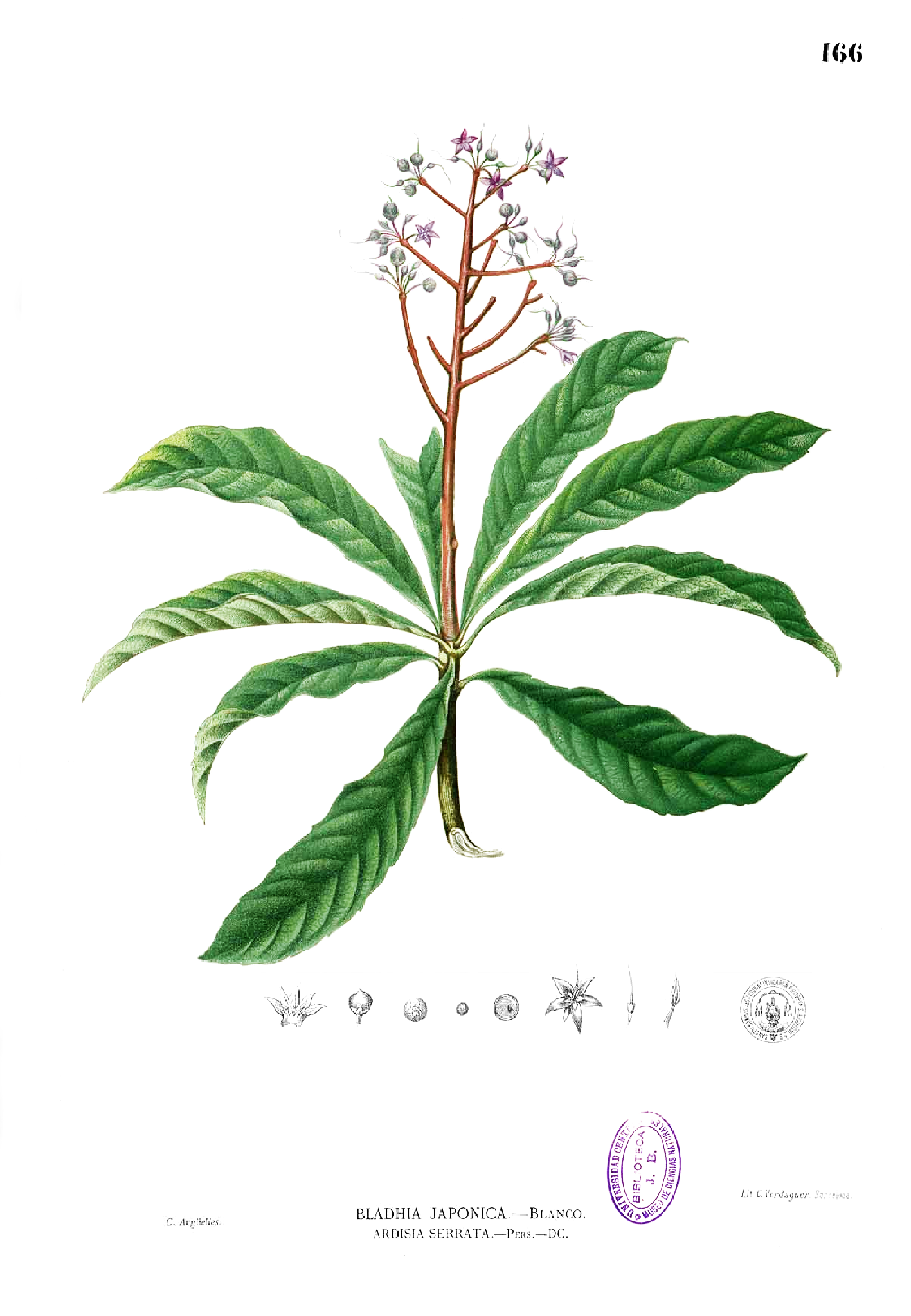
Illustration von Ardisia pyramidalis

### Erscheinungsbild und Blätter
Ardisia-Arten sind meist verholzende Pflanzen: Halbsträucher, Sträucher oder Bäume; selten sind es ausdauernde krautige Pflanzen. Die Pflanzenteile sind behaart oder unbehaart.
Die meist wechselständig oder seltener (beispielsweise Ardisia japonica) pseudowirtelig an den Zweigen angeordneten Laubblätter können monomorph oder dimorph sein, es gibt also Arten, die zwei unterschiedliche Blattformen besitzen. Es ist meist ein Blattstiel vorhanden. Die Blattspreiten sind lanzettlich, elliptisch bis verkehrt-eiförmig. Die Blattränder sind glatt, gebuchtet oder gezähnt. Die Blattoberfläche kann glatt, mit Schuppen bedeckt oder unterschiedlich behaart sein und ist meist drüsig punktiert. Es sind keine Nebenblätter vorhanden.

### Blütenstände und Blüten
Die end- bis seitenständigen Blütenstände sind sehr unterschiedlich aufgebaut von traubig, doldig, schirmrispig, zymös bis knäuelförmig rispig. Meist sind Blütenstiele vorhanden.
Die zwittrigen Blüten sind radiärsymmetrisch und meist fünfzählig, können aber auch vier- oder sechszählig sein mit doppelter Blütenhülle (Perianth). Die Knospendeckung ist meist rechtswendig und nur selten linkswendig ziegelartig überlappend oder gedreht, oftmals auch dachig. Die vier bis sechs grünen Kelchblätter sind kurz glocken- oder becherförmig verwachsen bis nahezu frei stehend; sie sind oft drüsig punktiert. Die vier bis sechs Kronblätter sind an der Basis oder gelegentlich auch bis zur Hälfte miteinander becher- bis glockenförmig verwachsen. Die Kronlappen überlappen sich meist nach rechts und sind zurückgebogen oder abstehend, nur selten aufrecht; sie sind oft drüsig punktiert. Die Farben der Kronblätter reichen von weiß über rosafarben bis lila. Es ist nur ein Kreis mit meist fünf, selten vier oder sechs, Staubblättern vorhanden. Die kurzen Staubfäden sind an ihrer breiten Basis verwachsen und setzen an der Basis oder kurz oberhalb der Basis der Kronröhre an. Die Staubbeutel sind rückseitig fixiert, meist verlängert oder nahezu pfeilförmig. Sie öffnen sich meist durch Längsschlitze oder seltener durch an der Spitze oder nahe dem oberen Ende stehende Poren. Der Fruchtknoten ist eiförmig bis nahezu kugelförmig und ist mindestens so lang wie die Kronblätter. Der Fruchtknoten enthält wenige bis viele Samenanlagen, Der Fruchtknoten ist eiförmig bis nahezu kugelförmig und ist mindestens so lang wie die Kronblätter. die meist in mehreren Reihen stehen. Der Griffel ist lang und schlank und steht oft über die Krone hinaus. Die winzige Narbe ist fein und endet punktförmig.

### Früchte und Samen
Die bei einem Durchmesser von 4 bis 8 Millimetern mehr oder weniger kugelförmigen, einsamigen Steinfrüchte besitzen ein fleischiges Exokarp sowie ein krustiges oder knöcheriges Endokarp und tragen an der Spitze den beständigen Griffel; die Fruchtschale ist drüsig punktiert. Der Fruchtknoten ist eiförmig bis nahezu kugelförmig und ist mindestens so lang wie die Kronblätter. Die bei Reife weißen bis schwarzen Samen sind kugelförmig und sind von häutigen Bildungen der Plazenta eingehüllt. Der Fruchtknoten ist eiförmig bis nahezu kugelförmig und ist mindestens so lang wie die Kronblätter.

### Chromosomensätze
Die Chromosomengrundzahl beträgt x = 6.

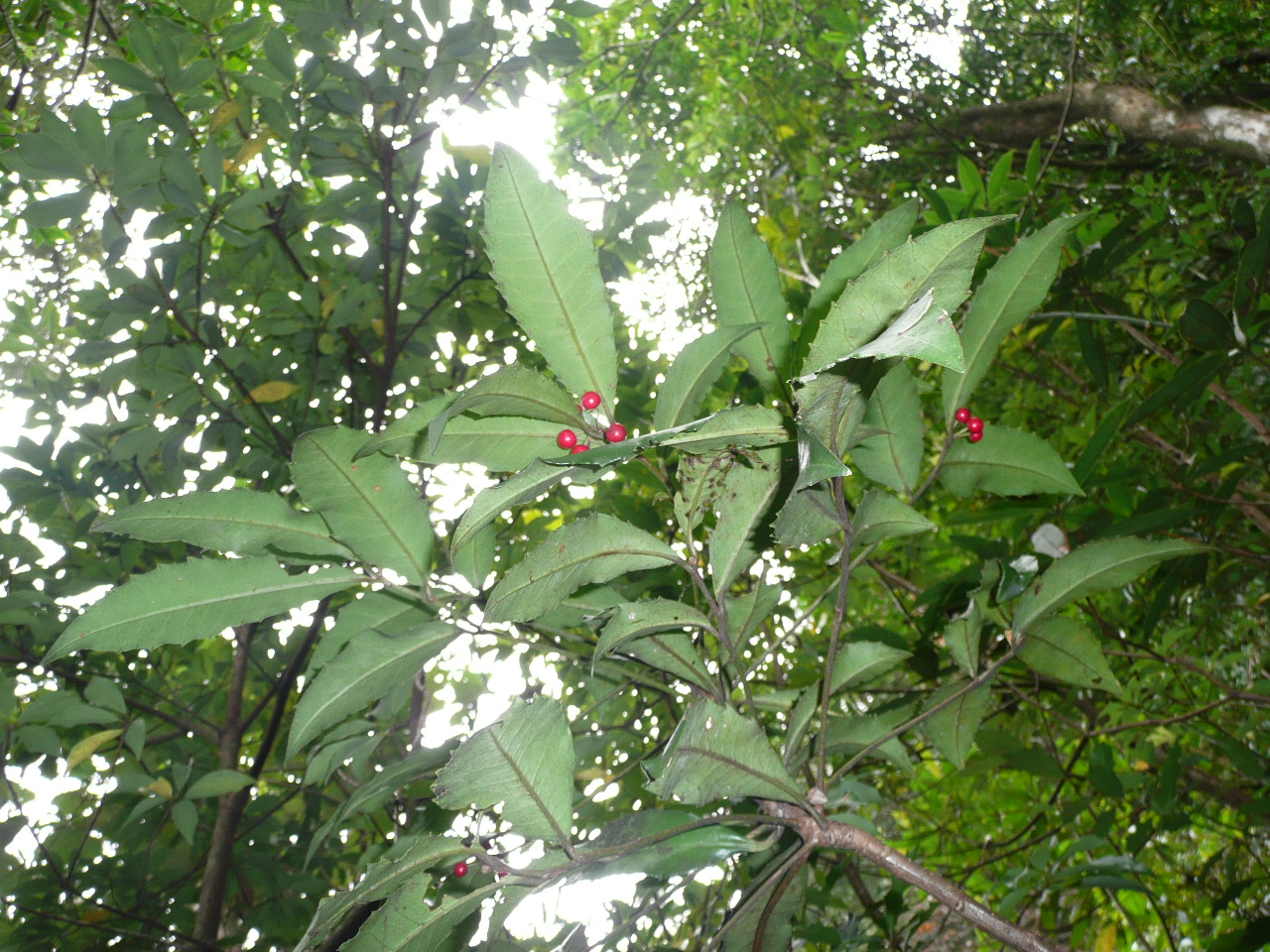
Zweig mit gesägten Blättern von unten und Früchten von Ardisia cornudentata

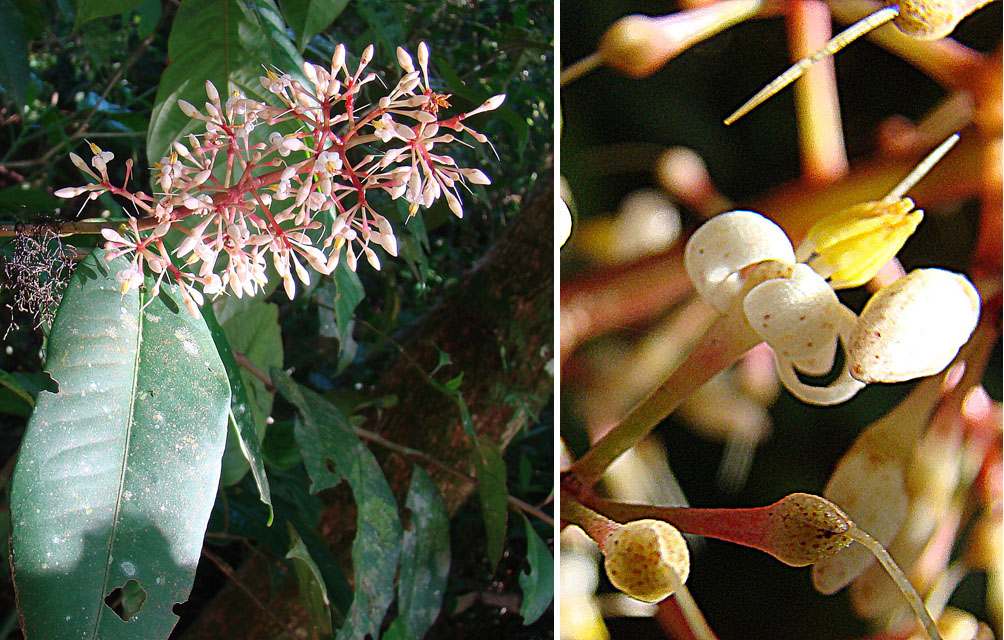
Ardisia costaricensis

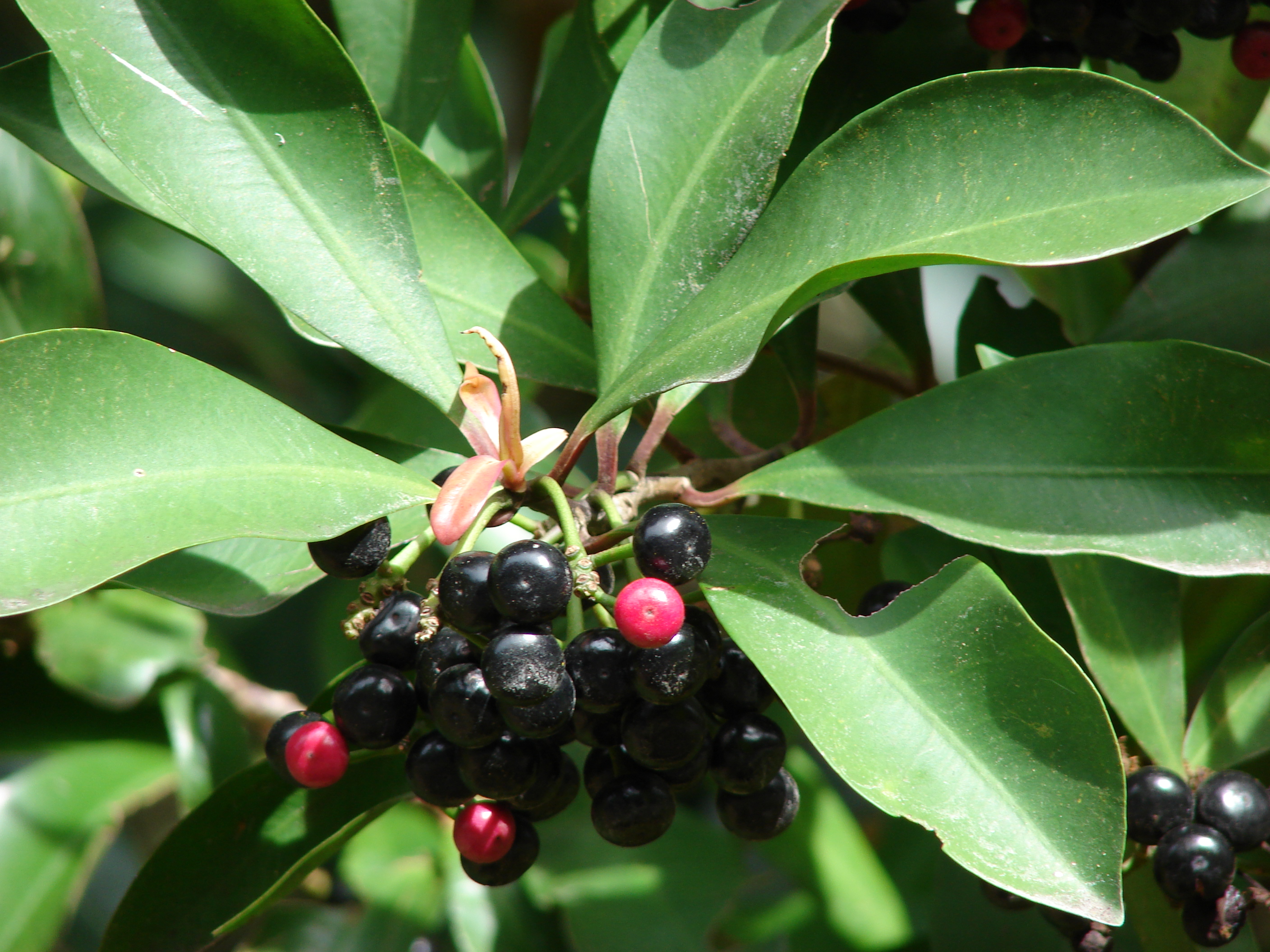
Zweig mit Laubblättern und Früchten von Ardisia elliptica

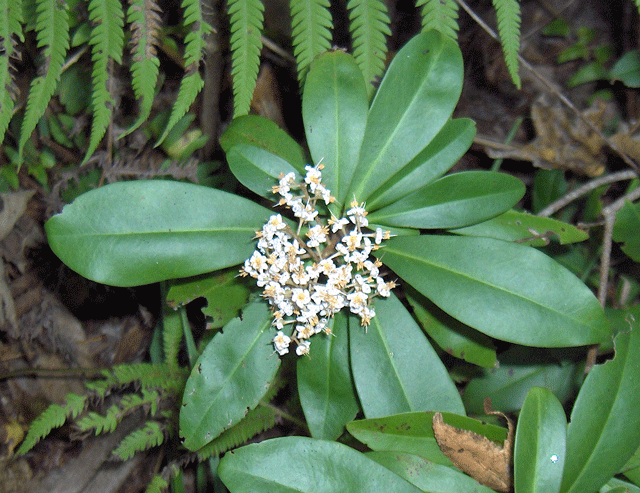
Zweig mit Laubblättern und Blütenstand von Ardisia escallonioides

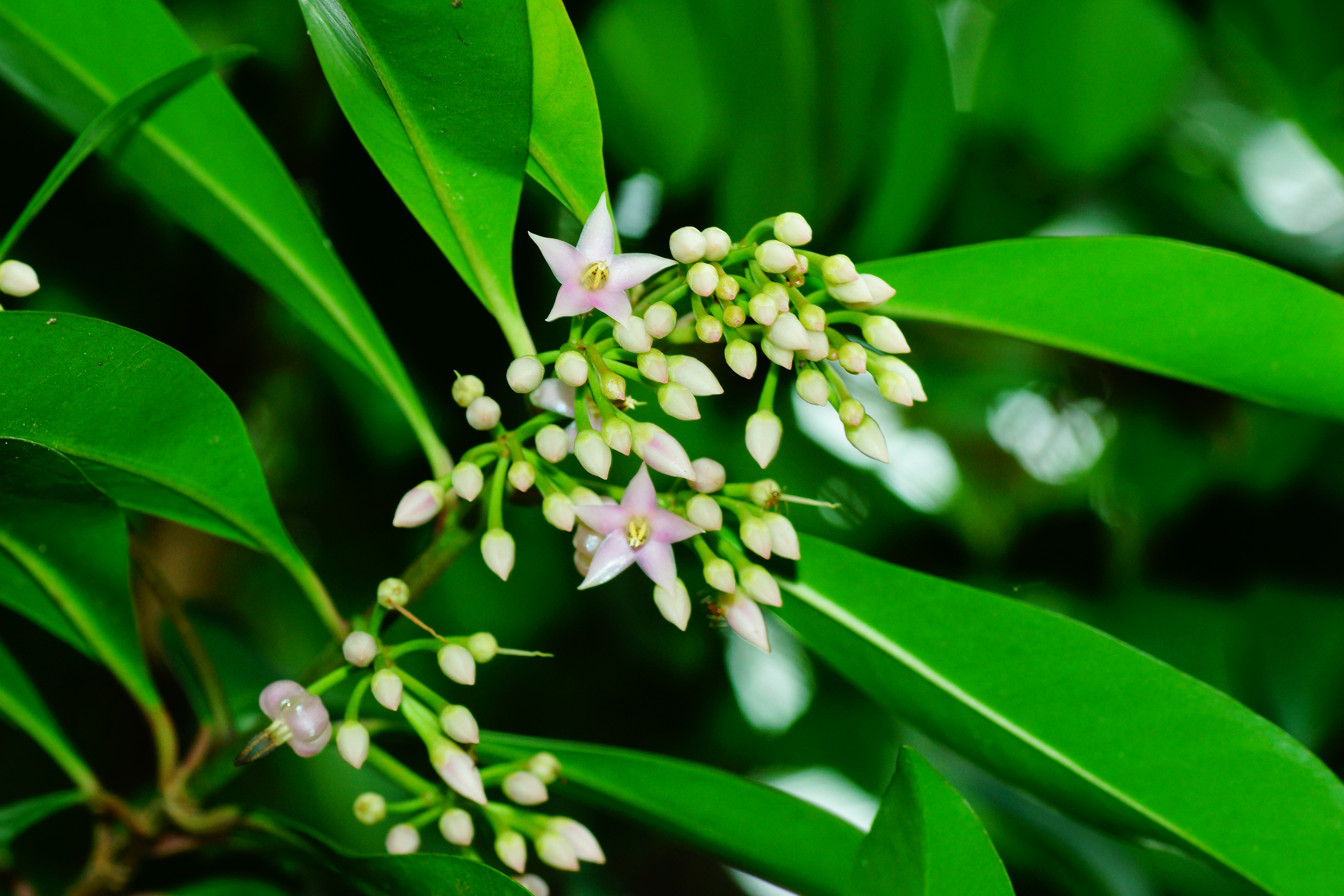
Ardisia forbesii

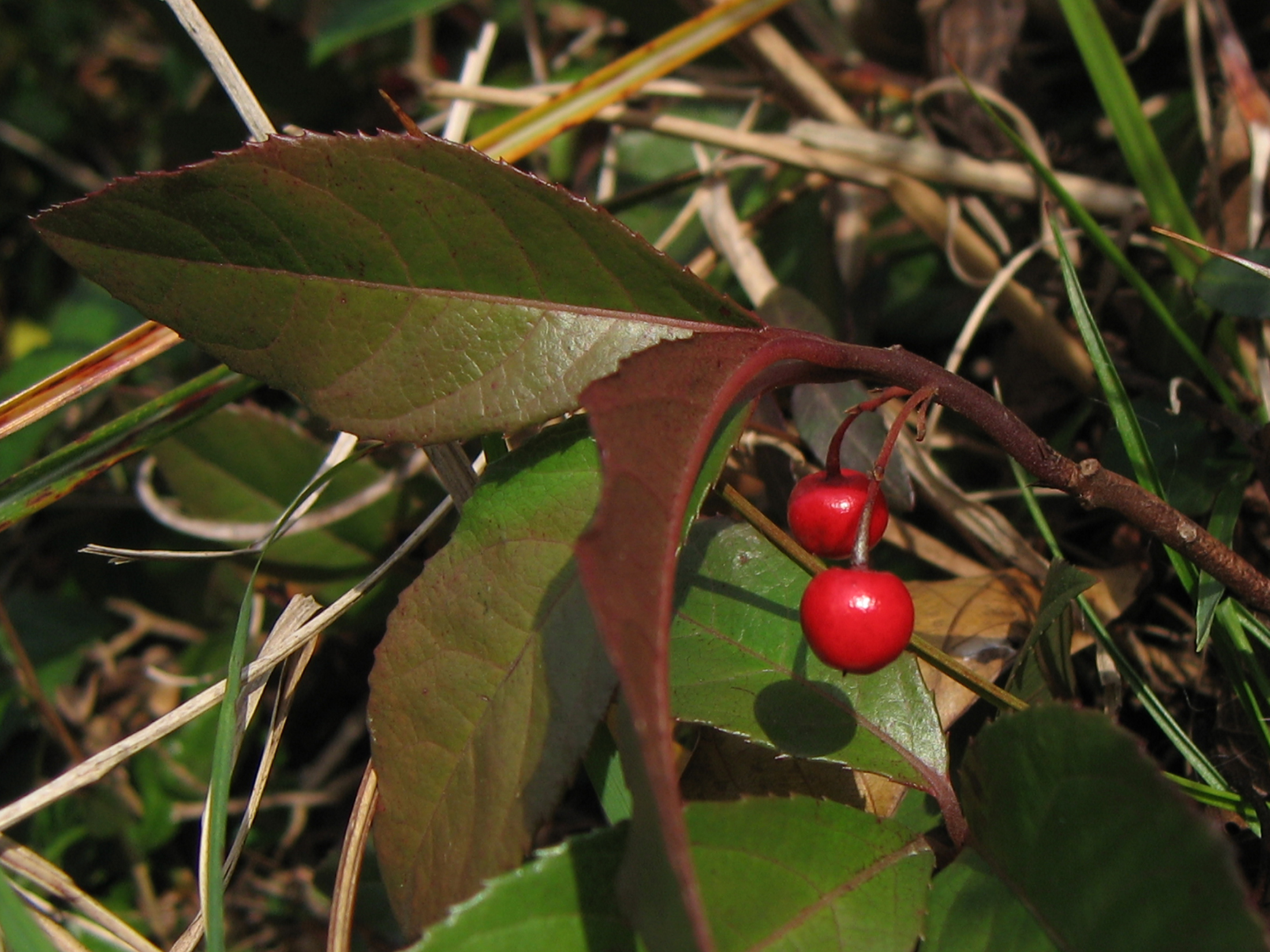
Zweig mit gezähnten Laubblättern und Früchten von Ardisia japonica

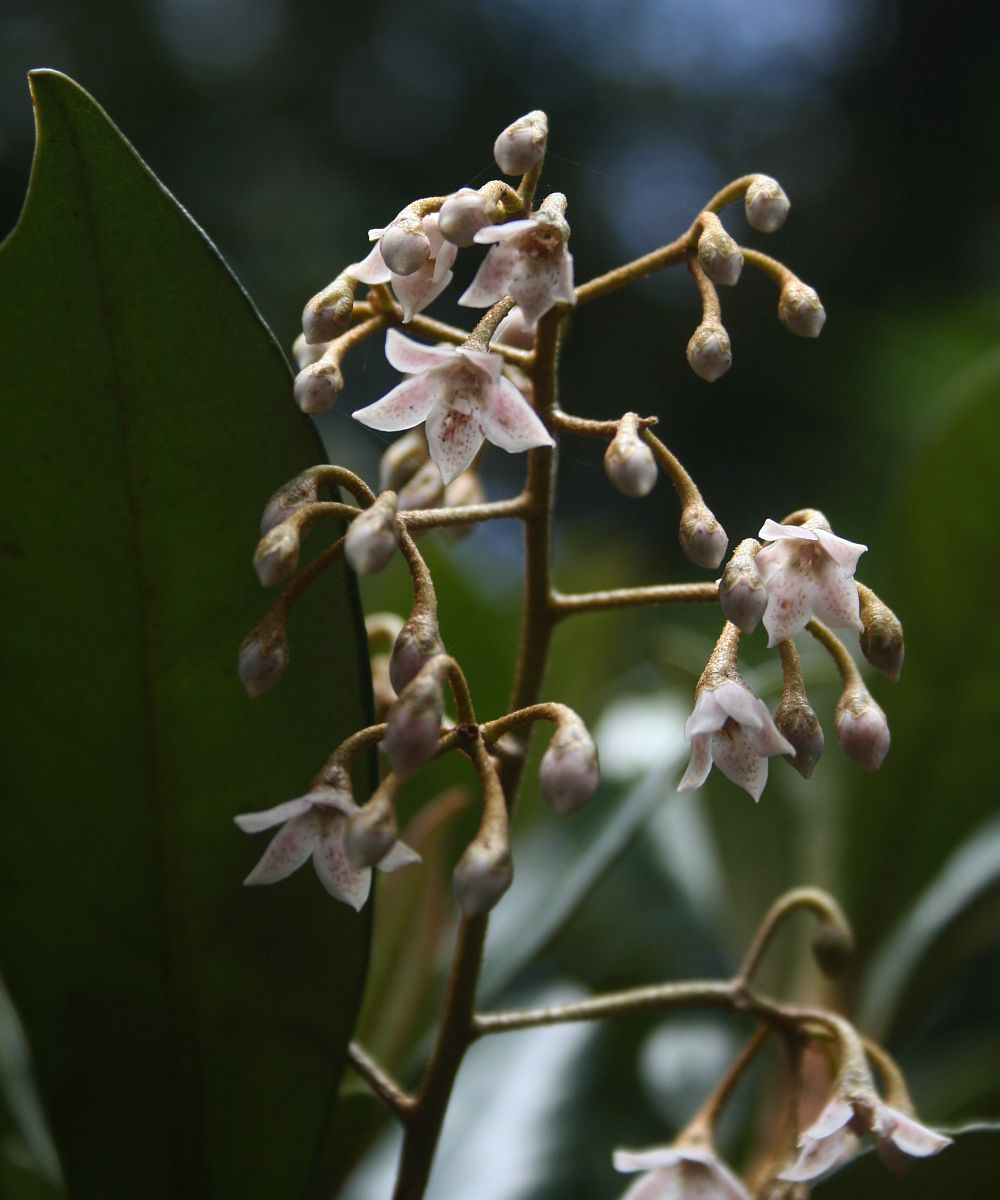
Blütenstand von Ardisia pleurobotrya

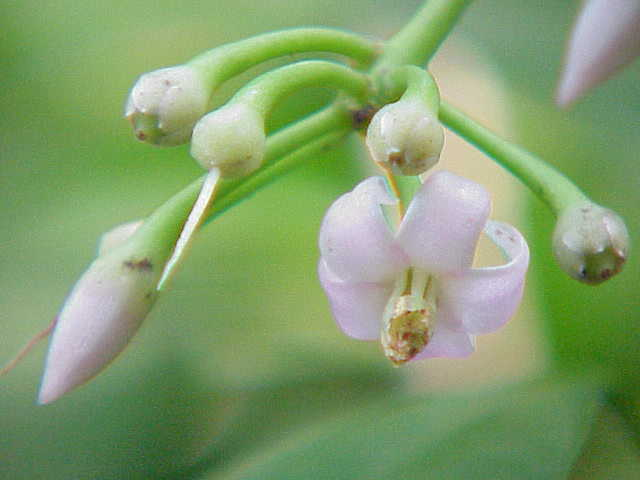
Blütenstand von Ardisia polycephala

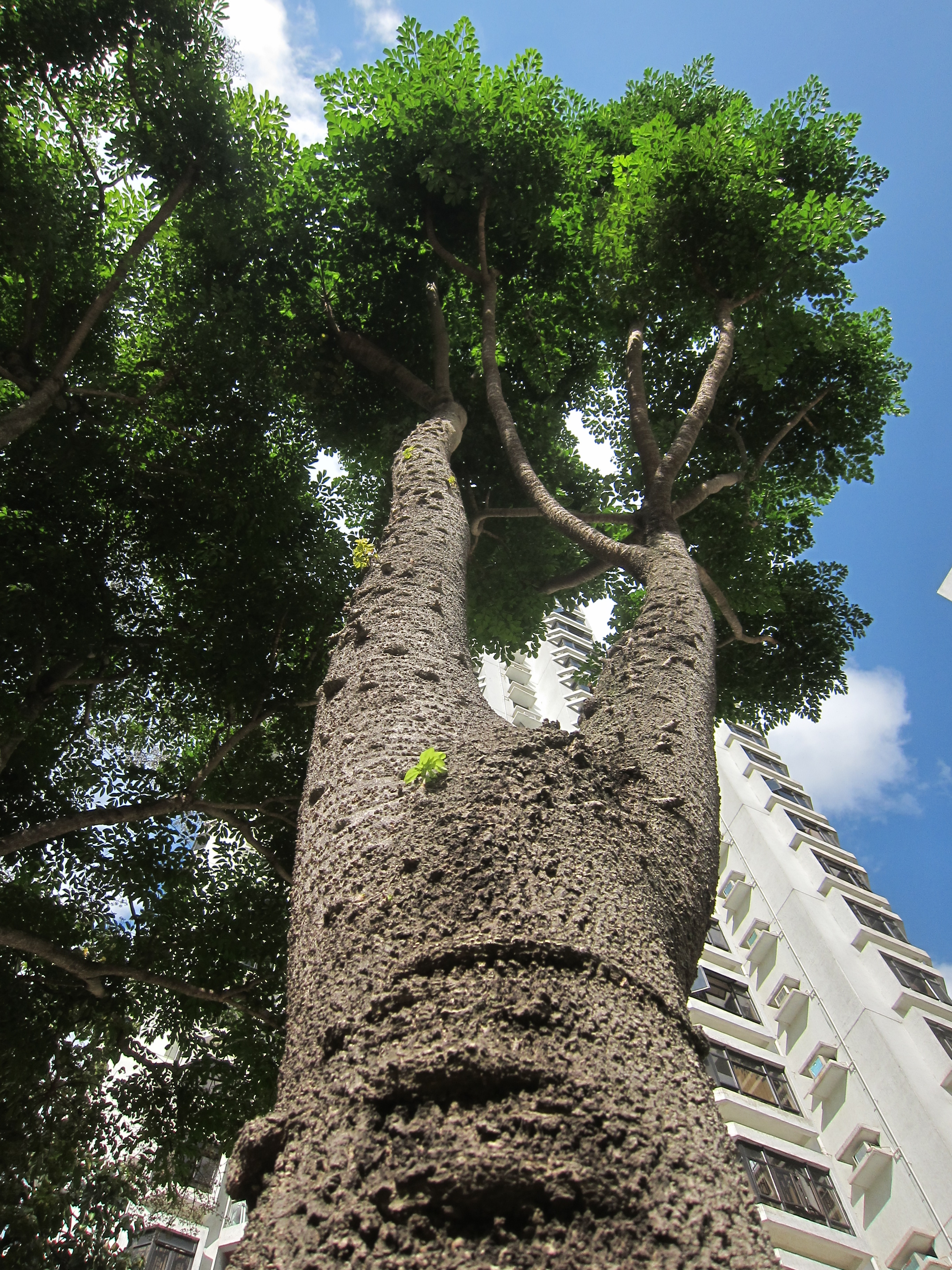
Ardisia quinquegona

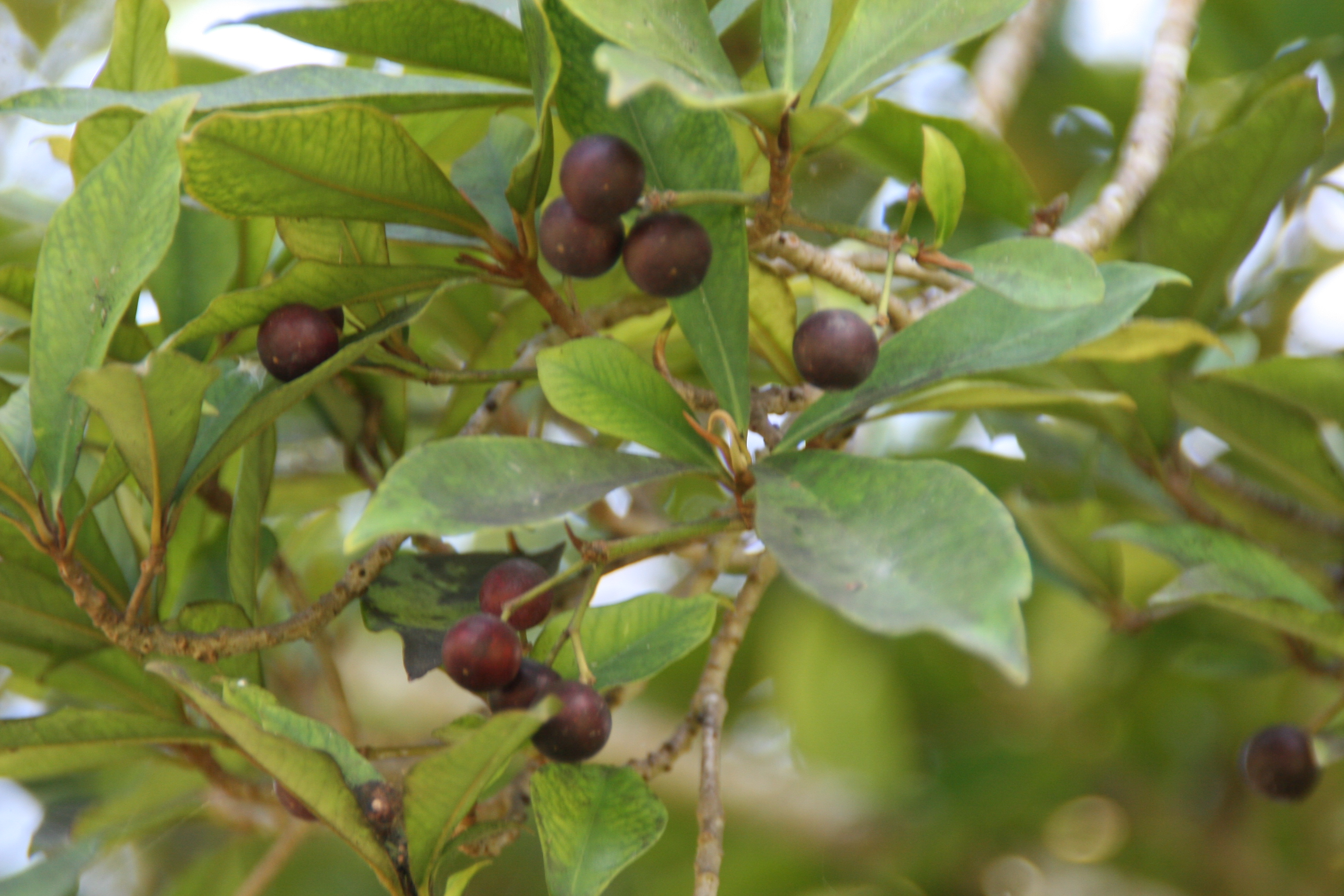
Ardisia sieboldii

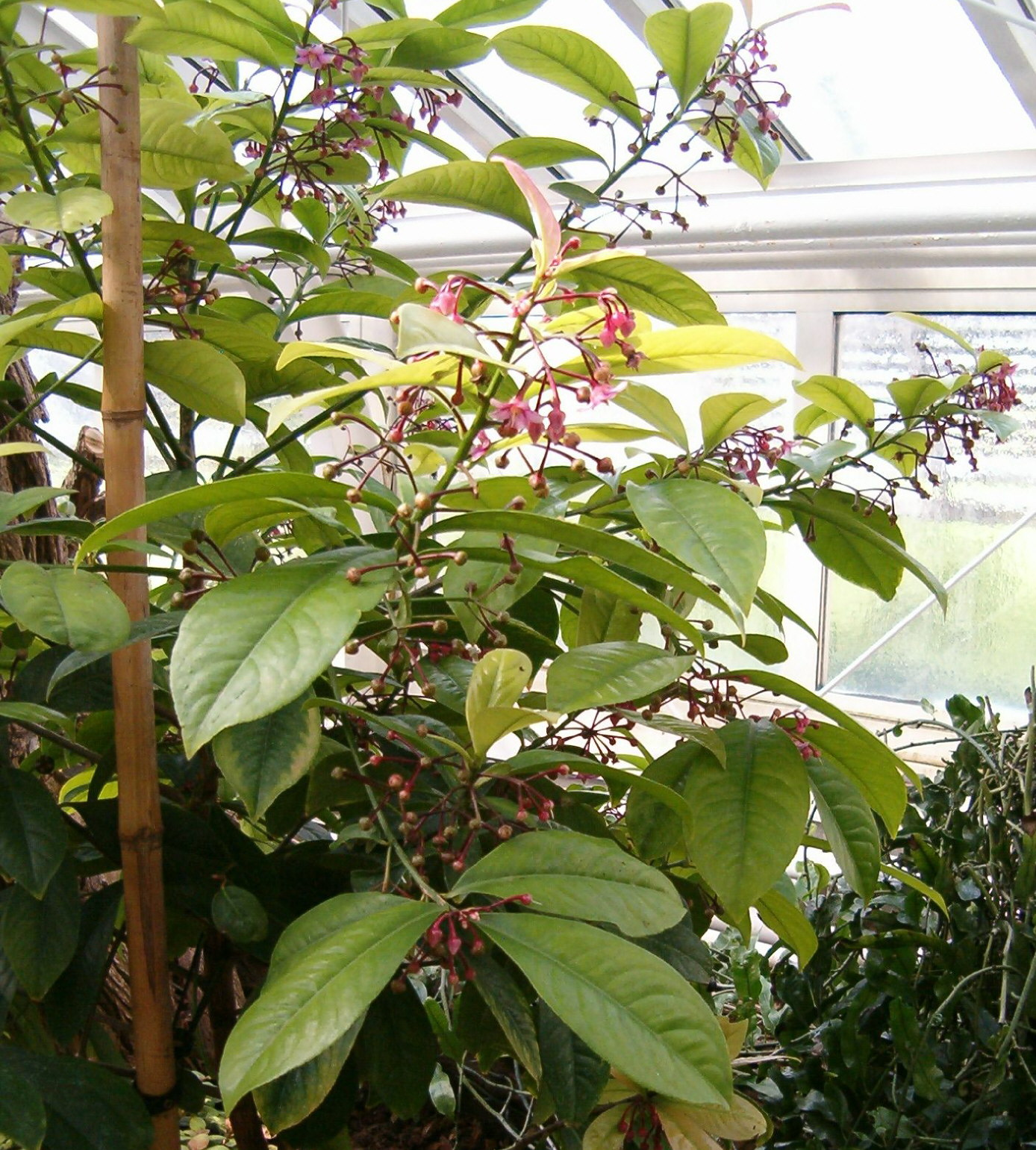
Habitus, Blätter, Blütenstände und unreife Früchte von Ardisia solanacea

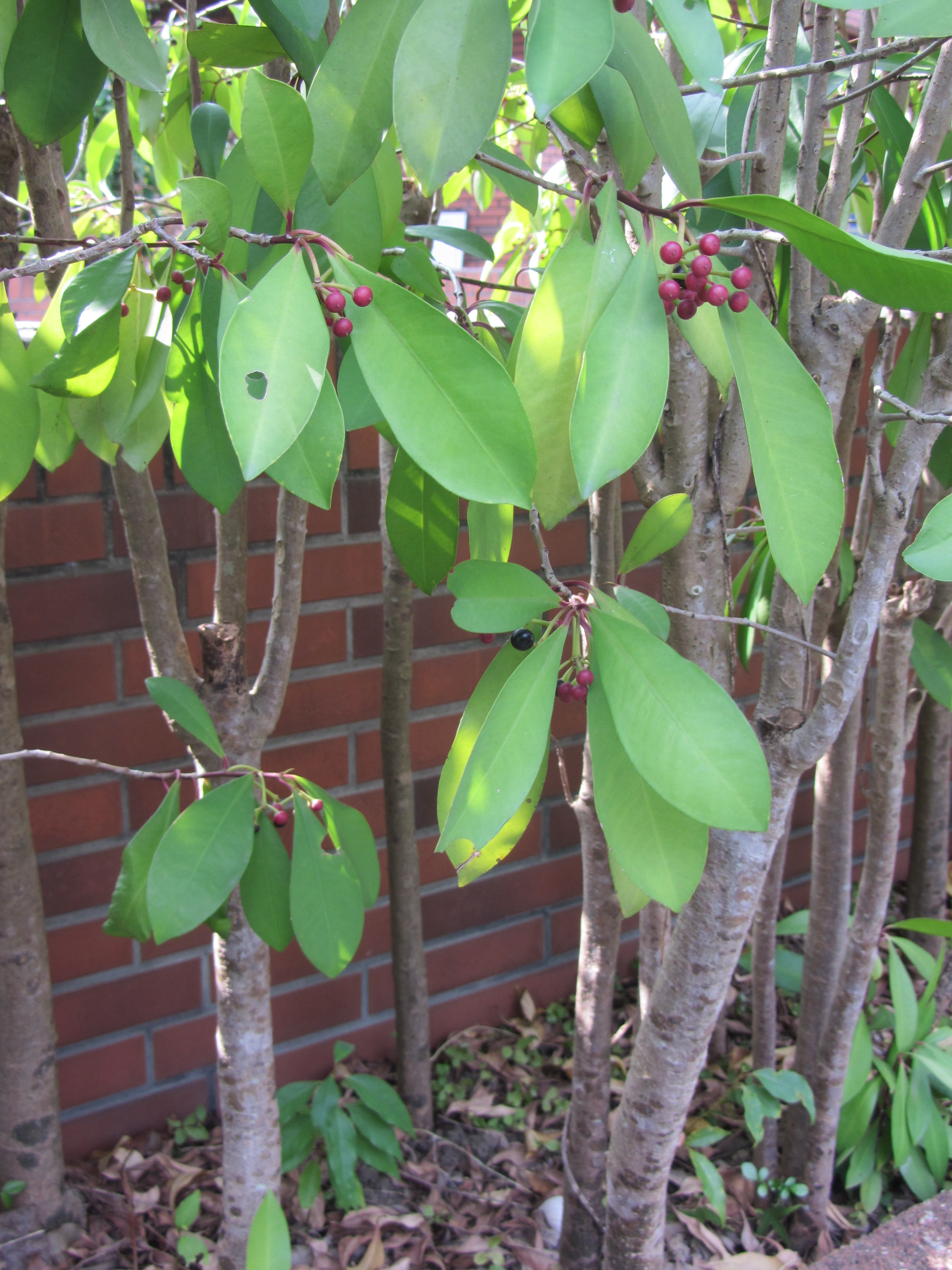
Ardisia squamulosa

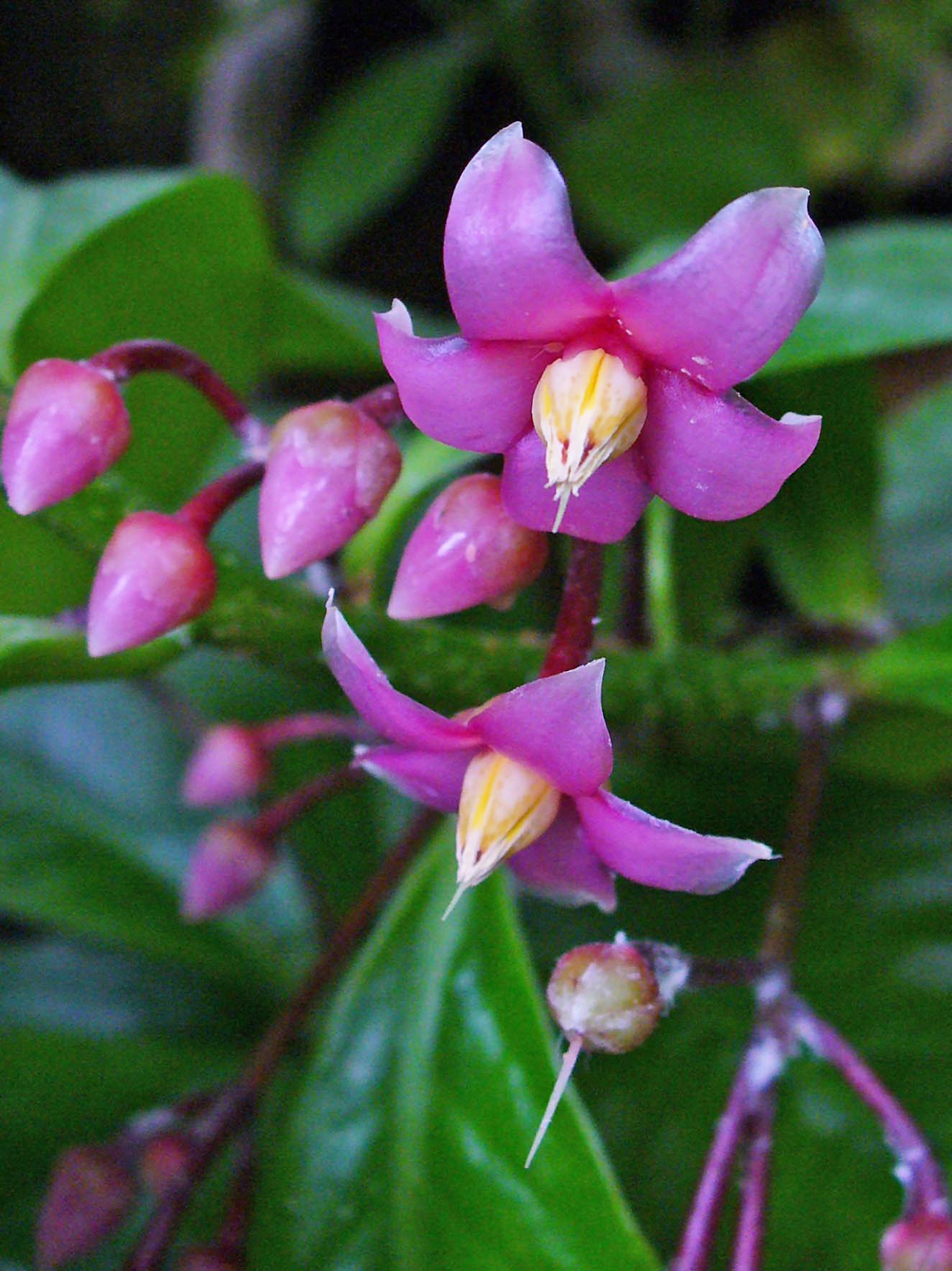
Blüten von Ardisia wallichii

## Systematik
Der Gattungsname Ardisia wurde 1788 von Olof Swartz in Nova Genera et Species Plantarum seu Prodromus, 3, S. 48 erstveröffentlicht. Typusart ist Ardisia tinifolia Sw. 1791 hat Joseph Gärtner Ardisia in De Fructibus et Seminibus Plantarum, 2, 78, Tafel 94, fig. 2 mit der Typusart Ardisia acerosa Gaertn. nom. illeg. ebenfalls veröffentlicht; Ardisia Gaertn. ist ein Synonym von Cyathodes Labill. und Leptecophylla C.M.Weiller. Synonyme für Ardisia Sw. sind: Amatlania Lundell, Auriculardisia Lundell, Bladhia Thunb., Graphardisia (Mez) Lundell, Icacorea Aubl., Oerstedianthus Lundell, Parardisia M.P.Nayar & G.S.Giri, Pimelandra A.DC., Synardisia (Mez) Lundell, Valerioanthus Lundell; einige davon besitzen heute den Rang von Untergattungen.
Das weite Verbreitungsgebiet der Gattung Ardisia liegt hauptsächlich in den tropischen Gebieten des östlichen und südöstlichen Asiens, Australiens, auf Pazifischen Inseln und in der Neotropis. In China gibt es 65 Arten. Die in Nordamerika vorkommenden nur vier Arten sind Neophyten.
Die Gattung Ardisia enthält 400 bis 500 Arten:
- Ardisia aberrans (E.Walker) C.T.Wu & C.Chen: Yunnan.[1]
- Ardisia aciphylla Pit.
- Ardisia acutiloba Mez
- Ardisia acutissima (Cuatrec.) Lundell
- Ardisia adenopes R.H.Miao
- Ardisia aequilonga Lundell
- Ardisia affinis Blume ex A.DC.
- Ardisia affinis Hemsl.
- Ardisia aguirreana Pipoly
- Ardisia alabastroalata Taton
- Ardisia alajuelae (Lundell) Pipoly & Ricketson
- Ardisia alata H.R.Fletcher
- Ardisia albipedicellata Pipoly & Ricketson
- Ardisia albipetala (Lundell) Pipoly & Ricketson
- Ardisia albomaculata Pit.
- Ardisia albovirens Mez[7]
- Ardisia allenii Lundell
- Ardisia alstonii Lundell
- Ardisia alutacea C.Y.Wu & C.Chen: Südöstliches Yunnan.[1]
- Ardisia alverezii Merr.
- Ardisia alyxiifolia Tsiang ex C.Chen: Fujian, Guangdong, Guangxi, Guizhou, Hainan, Hunan, Jiangxi und Sichuan.[1]
- Ardisia amabilis Stapf
- Ardisia ambigua Mart.
- Ardisia amboinensis Scheff.
- Ardisia amherstiana A.DC.
- Ardisia amplexicaulis Bedd.
- Ardisia anaclasta B.C.Stone
- Ardisia anchicayana Ricketson & Pipoly
- Ardisia andamanica Kurz
- Ardisia angucianensis Ricketson & Pipoly
- Ardisia angustata Urb.
- Ardisia angustissima Kaneh. & Hatus.
- Ardisia annamensis Pit.
- Ardisia antonensis Lundell
- Ardisia apoda Standl. & Steyerm.
- Ardisia applanata C.M.Hu & J.E.Vidal
- Ardisia aprica H.R.Fletcher
- Ardisia apsidata B.C.Stone
- Ardisia aquifolioides W.Z.Fang & K.Yao
- Ardisia arborea Koord. & Valeton
- Ardisia arcuata Kaneh. & Hatus.
- Ardisia argentea Pit.
- Ardisia argenticaulis Yuen P. Yang: Guangdong.[1]
- Ardisia artemata B.C.Stone
- Ardisia asymmetrica C.M.Hu & J.E.Vidal
- Ardisia atrobullata Taton
- Ardisia atropurpurea Lundell
- Ardisia atrovirens K.Larsen & C.M.Hu
- Ardisia attenuata Wall. ex A.DC.
- Ardisia aurantiaca Lundell
- Ardisia auriculata Donn.Sm.
- Ardisia austin-smithii Lundell
- Ardisia avendanoi Lundell
- Ardisia awarum Ricketson & Pipoly
- Ardisia bakeri C.T.White
- Ardisia balansana Y.P.Yang: Südöstliches Yunnan und Vietnam.[1]
- Ardisia bamendae Cheek
- Ardisia bampsiana Taton
- Ardisia banghamii Merr.
- Ardisia baotingensis C.M.Hu: Hainan.[1]
- Ardisia baracoensis (Britton & P.Wilson) Alain
- Ardisia barnesii Ridl.
- Ardisia bartletii Lundell
- Ardisia basilanensis Merr.
- Ardisia bastonalensis Ricketson & Pipoly
- Ardisia batangaensis Taton
- Ardisia baviensis C.M.Hu & J.E.Vidal
- Ardisia bawae Lundell
- Ardisia beccariana Mez
- Ardisia bekomiensis (Lundell) J.F.Morales
- Ardisia belaitensis C.M.Hu[1]
- Ardisia belingaensis Taton
- Ardisia bella Lundell
- Ardisia benomensis M.R.Hend.
- Ardisia betongensis H.R.Fletcher
- Ardisia bifaria C.T.White & W.D.Francis
- Ardisia biflora King & Gamble
- Ardisia biniflora Ridl.
- Ardisia bisumbellata Mez
- Ardisia blatteri Gamble
- Ardisia blepharodes Lundell
- Ardisia borneensis Scheff.
- Ardisia botryosa E.Walker
- Ardisia brachybotrys K.Schum. & Lauterb.
- Ardisia brachypoda Urb.
- Ardisia brachythyrsa Stapf
- Ardisia brackenridgei (A.Gray) Mez
- Ardisia bracteata Baker
- Ardisia bractescens Ridl.
- Ardisia brandisiana Kurz
- Ardisia brasiliensis Spreng.
- Ardisia brassiella B.C.Stone
- Ardisia brassii Sleumer
- Ardisia breedlovei Lundell
- Ardisia brenesii Standl.
- Ardisia brevicaulis Diels (Syn.: Ardisia bodinieri H.Lév., Ardisia citrifolia Hayata): Sie gedeiht an dunklen Standorten in Mischwäldern in Höhenlagen von 400 bis 1300 Metern in den chinesischen Provinzen Fujian, Guangdong, Guangxi, Guizhou, Hubei, Hunan, Jiangxi, Sichuan, Yunnan, in Xizang und in Taiwan.[1]
- Ardisia brevipedata F.Muell.
- Ardisia brevipetiolata (Merr.) Merr.
- Ardisia breviramea Merr.
- Ardisia brevis Lundell
- Ardisia brittonii Stearn
- Ardisia brunnescens E.Walker: Guangdong, Guangxi und Vietnam.[1]
- Ardisia buesgenii (Gilg & Schellenb.) Taton
- Ardisia burgeri Lundell
- Ardisia byrsonimae Stearn
- Ardisia cabrerae Pipoly
- Ardisia cadieri Guillaumin
- Ardisia calavitensis Merr.
- Ardisia calcicola Furtado
- Ardisia callejasii Pipoly
- Ardisia caloneura C.M.Hu & J.E.Vidal
- Ardisia calophylla Furtado
- Ardisia calophylloides Pit.
- Ardisia calvarioana Lundell
- Ardisia calycosa Hemsl.
- Ardisia campanensis Lundell
- Ardisia capillipes Pit.
- Ardisia capitellata Lundell
- Ardisia capuronii Pipoly
- Ardisia cardenasii Pipoly
- Ardisia cardiophylla B.C.Stone
- Ardisia carnea Mez
- Ardisia carnosicaulis C.Chen & D.Fang: Guangxi.[1]
- Ardisia cartagoana Lundell
- Ardisia castaneifolia Mez
- Ardisia caudata Hemsl.: Guangdong, Guangxi, Guizhou, Sichuan und Yunnan[1]
- Ardisia caudifera Mez
- Ardisia caudiferoides B.C.Stone
- Ardisia celebica Scheff.
- Ardisia centenoi S.Vidal
- Ardisia chahalana Lundell
- Ardisia chevalieri Pit.
- Ardisia chiapensis Brandegee
- Ardisia chinensis Bentham: Japan, Malaysia, Vietnam und China.[1]
- Ardisia chiriquiensis Lundell
- Ardisia chocoana Lundell
- Ardisia chrysophyllifolia King & Gamble
- Ardisia cincta Mez
- Ardisia clavelligera Lundell
- Ardisia clemensii C.M.Hu & J.E.Vidal
- Ardisia coarcta B.C.Stone
- Ardisia cockburniana C.M.Hu[1]
- Ardisia coclensis Lundell
- Ardisia cogolloi Pipoly
- Ardisia colombiana Lundell[8]
- Ardisia colonensis Lundell
- Ardisia coloradoana Lundell
- Ardisia comosa (de Wit) Taton
- Ardisia compressa Kunth (Syn.: Ardisia belizensis Lundell, Ardisia capollina Moc. & Sessé ex A.DC., Ardisia cuspidata Benth., Ardisia edwardsii Lundell, Ardisia irazuensis Oerst., Ardisia nicaraguensis Oerst., Ardisia polytoca A.Braun & Bouché, Ardisia salvadorensis Lundell)[8]: Sie kommt von Mexiko bis Kolumbien und Venezuela vor.[5]
- Ardisia conandroides Kaneh. & Hatus.
- Ardisia confertiflora Merr.
- Ardisia confusa K.Larsen & C.M.Hu[1]
- Ardisia congesta Ridl.
- Ardisia congestiflora C.M.Hu[1]
- Ardisia conglomerata Lundell
- Ardisia conoidea Lundell
- Ardisia conraui Gilg
- Ardisia conspersa E.Walker: Guangxi, Yunnan und Vietnam.[1]
- Ardisia contrerasii Lundell
- Ardisia conzattii S.F.Blake
- Ardisia copelandii Mez
- Ardisia copeyana Standl.
- Ardisia coriacea Sw.
- Ardisia cornudentata Mez: Taiwan.[1]
- Ardisia corymbifera Mez: Guangxi, Yunnan und Vietnam.[1]
- Ardisia costaricensis Lundell
- Ardisia crassa C.B.Clarke
- Ardisia crasseovata B.C.Stone
- Ardisia crassinervosa E. Walker: Hainan.[1]
- Ardisia crassipedicellata Lundell
- Ardisia crassipes Lundell
- Ardisia crassiramea Standl.
- Ardisia crassirhiza Z.X.Li & F.W.Xing ex C.M.Hu[1]
- Ardisia crassiuscula C.M.Hu[1]
- Ardisia creaghii Ridl.
- Ardisia crenata Sims (Syn.: Ardisia crenulata Lodd. et al. nom. nud., Ardisia crispa var. taquetii H.Lév., Ardisia densa Miq., Ardisia elegans Andrews, Ardisia glandulosa Blume, Ardisia konishii Hayata, Ardisia kusukusensis Hayata, Ardisia labordei H.Lév., Ardisia lentiginosa Ker Gawl., Ardisia linangensis C.M.Hu, Ardisia miaoliensis S.Y.Lu, Ardisia mouretii Pit.):[5][1][2] Sie wird als Zimmerpflanze in kühlen Räumen wegen ihrer schönen roten Beeren kultiviert. Sie kommt von im südwestlichen Indien, in Japan, Malaysia, den Philippinen, Taiwan, Vietnam und in China.[1]
- Ardisia crispa (Thunb.) A.DC. (Syn.: Ardisia dielsii H.Lév., Ardisia henryi Hemsl., Ardisia hortorum Maxim., Ardisia multicaulis Z.Y.Zhu, Ardisia simplicicaulis Hayata, Ardisia undulata C.B.Clarke): Sie kommt in Bhutan, Vietnam, China, Japan und Taiwan vor.[5][1]
- Ardisia croatii Lundell
- Ardisia crosbyi Lundell
- Ardisia crotonifolia C.M.Hu & J.E.Vidal
- Ardisia cumingiana A.DC.
- Ardisia cuneata Lundell
- Ardisia curranii Merr.
- Ardisia curtiflora Elmer
- Ardisia curvistyla Y.P.Yang[1]
- Ardisia curvula C.Y.Wu & C.Chen: Yunnan.[1]
- Ardisia cutteri Standl.
- Ardisia cymosa Blume (Syn.: Ardisia argenticaulis Y.P.Yang, Ardisia cagayanensis Merr., Ardisia chinensis Benth., Ardisia jiajiangensis Z.Y.Zhu, Ardisia nutans A.DC., Ardisia odontophylla Lindl., Ardisia perakensis King & Gamble, Ardisia punctata Blume, Ardisia singaporensis Ridl., Ardisia suffruticosa Ridl., Ardisia triflora Hemsl., Ardisia umbrosa Zoll. & Moritzi, Ardisia undulatodentata H.R.Fletcher): Sie kommt in China vor.
- Ardisia daphinifolia C.M.Hu[1]
- Ardisia darienensis Lundell
- Ardisia darlingii Merr.
- Ardisia dasyneura Mez
- Ardisia dasyrhizomatica C.Y.Wu & C.Chen: Südöstliches Yunnan.[1]
- Ardisia davidsei Lundell
- Ardisia dawnaea C.E.Parkinson
- Ardisia decurviflora Mez
- Ardisia dekinderi Govaerts
- Ardisia deminuta Lundell
- Ardisia demissa Miq.
- Ardisia denhamioides S.Moore
- Ardisia denigrata C.M.Hu[1]
- Ardisia densiflora Krug & Urb.
- Ardisia densilepidotula Merr.: Hainan.[1]
- Ardisia densipunctata C.M.Hu[1]
- Ardisia dentata (A.DC.) Mez
- Ardisia depauperata (Mez) Bernacci & Jung-Mendacolli
- Ardisia depressa C.B.Clarke
- Ardisia devogelii B.C.Stone
- Ardisia devredii Taton
- Ardisia dewildei C.M.Hu[1]
- Ardisia dewitiana Taton
- Ardisia dictyoneura Urb.
- Ardisia didymopora (H.Perrier) Capuron
- Ardisia diffusa Merr.
- Ardisia digitata Lundell
- Ardisia discolor H.Lév.
- Ardisia disticha A.DC.
- Ardisia divergens Roxb.
- Ardisia diversifolia Koord. & Valeton
- Ardisia diversilimba Merr.
- Ardisia dodgei Standl.
- Ardisia doeringiana Malm
- Ardisia dolichocalyx Taton
- Ardisia dom Cheek
- Ardisia dukei Lundell
- Ardisia dumicola C.M.Hu & J.E.Vidal
- Ardisia dunlapiana P.H.Allen
- Ardisia duripetala (Lundell) Pipoly & Ricketson
- Ardisia dwyeri Lundell
- Ardisia ebolowensis Taton
- Ardisia eglandulosa H.R.Fletcher
- Ardisia elliptica Thunb.: Sie kommt in Indien, Sri Lanka, Indonesien, Neuguinea, Malaysia, auf den Philippinen, Japan und Taiwan vor und ist auf Hawaii, in der Karibik und auf Inseln im Indischen Ozean ein Neophyt.[5][1][2]
- Ardisia elmeri Mez
- Ardisia elocellata C.M.Hu[1]
- Ardisia ensifolia E.Walker: Guangxi, Yunnan.[1]
- Ardisia escallonioides Schltdl. & Cham.: Sie kommt in Florida, Mexiko, Belize, Guatemala und auf Inseln in der Karibik vor.[5][2]
- Ardisia esculenta Pav. ex A.DC.
- Ardisia etindensis Taton
- Ardisia eucalyptifolia B.C.Stone
- Ardisia eucuneata (Lundell) Pipoly & Ricketson
- Ardisia eugenioides Lundell
- Ardisia evrardii Pit.
- Ardisia eximia Miq.
- Ardisia faberi Hemsl.: Guangdong, Guangxi, Guizhou, Hainan, Hubei, Hunan, Sichuan und Yunnan.[1]
- Ardisia fasciculata C.T.White
- Ardisia fasciculiflora C.M.Hu & J.E.Vidal
- Ardisia ferox Furtado
- Ardisia ferrugineopilosa H.R.Fletcher
- Ardisia ficiifolia K.Larsen & C.M.Hu
- Ardisia filiformis E.Walker: Guangxi.[1]
- Ardisia filipendula C.M.Hu & J.E.Vidal
- Ardisia filipes C.T.White
- Ardisia fimbriata H.R.Fletcher
- Ardisia fimbrillifera Lundell
- Ardisia flavida Pipoly: Sie kommt in Ecuador vor.[8]
- Ardisia flaviflora C.Chen & D.Fang[1]
- Ardisia fletcheri K.Larsen & C.M.Hu[1]
- Ardisia florida Pit.
- Ardisia fluminensis Mez
- Ardisia foetida Willd. ex Roem. & Schult.[8]
- Ardisia foliosa Furtado
- Ardisia folsomii Lundell
- Ardisia forbesii S.Moore
- Ardisia fordii Hemsl.: Guangdong, Guangxi.[1]
- Ardisia foreroi Lundell
- Ardisia fortis Mez
- Ardisia foveolata Lundell
- Ardisia fragrans Elmer
- Ardisia fruticosa Lundell
- Ardisia fuertesii Urb.
- Ardisia fuliginosa Blume
- Ardisia fulva King & Gamble
- Ardisia furfuracea Standl.
- Ardisia furfuracella Standl.
- Ardisia furva Ridl.
- Ardisia gambleana Furtado
- Ardisia garcinifolia Pit.
- Ardisia gardneri C.B.Clarke
- Ardisia garrettii H.R. Fletcher: Myanmar, Thailand, Vietnam und China.[1]
- Ardisia garubahaya C.M.Hu[1]
- Ardisia geissanthoides Mez
- Ardisia generalensis Ricketson & Pipoly
- Ardisia geniculata Lundell
- Ardisia gigantea Ricketson & Pipoly
- Ardisia gigantifolia Stapf: Indonesien, Malaysia, Thailand, Vietnam und China.[1]
- Ardisia gjellerupii Mez
- Ardisia glanduligera Ridl.
- Ardisia glandulosomarginata Oerst.
- Ardisia glauca Mez
- Ardisia glauciflora Urb.
- Ardisia glomerata Lundell
- Ardisia glomeriflora J.F.Morales
- Ardisia goodenoughii Furtado
- Ardisia gordonii Ricketson & Pipoly
- Ardisia gorgonae Cuatrec.
- Ardisia gracilenta C.M.Hu & J.E.Vidal
- Ardisia graciliflora Pit.
- Ardisia gracillima K.Larsen & C.M.Hu[1]
- Ardisia granatensis Mez
- Ardisia grandidens Mez
- Ardisia grandifolia A.DC.
- Ardisia griffithii C.B.Clarke
- Ardisia grisebachiana (Kuntze) Alain
- Ardisia guanacastensis (Lundell) Pipoly & Ricketson
- Ardisia guianensis (Aubl.) Mez (Syn.: Ardisia acuminata Willd., Ardisia acuminifolia Lundell, Ardisia amanuensis Lundell, Ardisia catharinensis Mez, Ardisia cookii Lundell, Ardisia longicaudata Lundell, Ardisia semicrenata Mart., Ardisia tetrandra Kunth)[9][8]: Sie kommt in Zentral- und in Südamerika vor.[5]
- Ardisia guinealensis (Lundell) Pipoly & Ricketson
- Ardisia guttata Lundell
- Ardisia hagenii Lundell
- Ardisia hallei Taton
- Ardisia hammelii Lundell
- Ardisia hanceana Mez: Anhui, Fujian, Guangdong, Guangxi, Hunan, Jiangxi, Zhejiang und Vietnam.[1]
- Ardisia harmandii Pierre ex Pit.
- Ardisia harrisiana Mez
- Ardisia hatoana (Lundell) Pipoly & Ricketson
- Ardisia helferiana Kurz
- Ardisia herbert-smithii (Rusby) Standl.
- Ardisia herrerana Pipoly & Ricketson
- Ardisia heterotricha (Lundell) Pipoly & Ricketson
- Ardisia hintonii Lundell
- Ardisia hokouensis Y.P.Yang: Yunnan.[1]
- Ardisia hornitoana Pipoly & Ricketson
- Ardisia hosei Mez
- Ardisia hospitans K.Schum. & Lauterb.
- Ardisia huallagae Mez[8]
- Ardisia hugonensis (Lundell) Pipoly & Ricketson
- Ardisia hulletii Mez
- Ardisia humilis Vahl: Sie kommt auf den Philippinen, Hainan, Guangdong und Vietnam vor.[5][1]
- Ardisia hyalina Lundell
- Ardisia hymenandroides W.N.Takeuchi
- Ardisia hypargyrea C.Y. Wu & C. Chen: Guangxi, Yunnan und Vietnam.[1]
- Ardisia icara Wall. ex DC.
- Ardisia illicioides C.M.Hu & J.E.Vidal
- Ardisia ilocana Merr.
- Ardisia imperialis K.Schum.
- Ardisia impressa H.R.Fletcher
- Ardisia inconspicua Mez
- Ardisia insignis Mez & Pittier
- Ardisia integra K.Larsen & C.M.Hu
- Ardisia interjacens C.M.Hu & J.E.Vidal
- Ardisia intibucana Lundell ex C.Nelson
- Ardisia involucrata Kurz: Sie kommt in Indien und Bhutan vor.[5]
- Ardisia ionantha K.Larsen & C.M.Hu[1]
- Ardisia iwahigensis Elmer
- Ardisia ixcanensis (Lundell) Pipoly & Ricketson
- Ardisia ixorifolia Pit.
- Ardisia jamaicensis Lundell
- Ardisia japonica (Thunb.) Blume: Sie kommt in China, Japan, Korea und Taiwan vor.[5][1][2]
- Ardisia javanica A.DC.
- Ardisia jefeana Lundell
- Ardisia junghuhniana Miq.
- Ardisia kachinensis Mez
- Ardisia kainantuensis Sleumer
- Ardisia kajumarina C.M.Hu[1]
- Ardisia karwinskyana Mez
- Ardisia keenanii C.B.Clarke
- Ardisia keithleyi Merr.
- Ardisia kennedyae Ricketson & Pipoly
- Ardisia kerrii Craib
- Ardisia khasiana C.B.Clarke
- Ardisia killipii A.C.Sm.
- Ardisia kivuensis Taton
- Ardisia knappii (Lundell) Pipoly & Ricketson
- Ardisia korthalsiana Scheff.
- Ardisia kostermansii B.C.Stone
- Ardisia koupensis Taton
- Ardisia kunstleri King & Gamble
- Ardisia kurzii C.B.Clarke
- Ardisia laciniata Mez
- Ardisia laevigata Blume
- Ardisia lajana (Lundell) Pipoly & Ricketson
- Ardisia lamdongensis C.M.Hu & J.E.Vidal
- Ardisia lammersiana W.N.Takeuchi
- Ardisia lanceolata Roxb.: Sie kommt in Indonesien, Malaysia, Singapur und Thailand vor.[5]
- Ardisia lancifolia Merr.
- Ardisia langsuanensis H.R.Fletcher
- Ardisia lankaensis Kosterm.
- Ardisia lankawiensis King & Gamble
- Ardisia lauracea Mez
- Ardisia lauriformis Pit.
- Ardisia lauterbachii Sleumer
- Ardisia laxa Mez
- Ardisia laxiflora Merr.
- Ardisia lecomtei Pit.
- Ardisia ledermannii Mez
- Ardisia lenticellata H.R.Fletcher
- Ardisia lepidotula Merr.
- Ardisia lepidula Mez
- Ardisia leptalea B.C.Stone
- Ardisia letestui Taton
- Ardisia lethomasiae Taton
- Ardisia letouzeyi Taton
- Ardisia leucocarpa Lundell
- Ardisia leuserensis C.M.Hu[1]
- Ardisia leytensis Merr.
- Ardisia liebmannii Oerst.
- Ardisia liesneri Lundell
- Ardisia lindenii Mez
- Ardisia lindleyana D.Dietr.: Fujian, Guangdong, Guangxi, Hunan, Jiangxi, Zhejiang und nördliches Vietnam.[1]
- Ardisia lingula B.C.Stone
- Ardisia lisowskii Taton & Lejoly
- Ardisia livida Mez
- Ardisia loheri Merr.
- Ardisia longipedicellata H.R.Fletcher
- Ardisia longipetiolata Merr.
- Ardisia loretensis Lundell[7][8]
- Ardisia loureiroana (G.Don) Merr.
- Ardisia lucida Merr.
- Ardisia lucidula C.M.Hu & J.E.Vidal
- Ardisia lundelliana Pipoly
- Ardisia luquillensis (Britton) Alain
- Ardisia lurida Blume
- Ardisia lustrata B.C.Stone
- Ardisia luzonensis C.Presl
- Ardisia macgregorii Merr.
- Ardisia maclurei Merr.: Guangdong, Guangxi, Guizhou, Hainan und Taiwan.[1]
- Ardisia macrocalyx Scheff.
- Ardisia macrocarpa Wall.: Sie gedeiht im Himalaja von Bhutan, Nepal und Indien.[5]
- Ardisia macrophylla Reinw. ex Blume
- Ardisia macropus Mez
- Ardisia macrosepala Pit.
- Ardisia maculosa Mez
- Ardisia maehongsonia K.Larsen & C.M.Hu[1]
- Ardisia maestrensis Urb.
- Ardisia magnifica Mez
- Ardisia malipoensis C.M.Hu: Südöstliches Yunnan.[1]
- Ardisia mameyensis Ricketson & Pipoly
- Ardisia mamillata Hance: Sie kommt in China und in Vietnam vor.[5][1]
- Ardisia manglillo Cuatrec.: Sie kommt in Kolumbien vor.[5]
- Ardisia manitzii Panfet
- Ardisia marcellanum Govaerts
- Ardisia marginata Blume
- Ardisia marojejyensis J.S.Mill. & Pipoly
- Ardisia martiana Miq.
- Ardisia martinensis Lundell[7]
- Ardisia mawaiensis Furtado ex B.C.Stone
- Ardisia maxima Pit.
- Ardisia maxonii Standl.
- Ardisia mayana Lundell
- Ardisia mayumbensis (R.D.Good) Taton
- Ardisia mcphersonii Pipoly
- Ardisia megalocarpa Ridl.
- Ardisia meghalayensis M.P.Nayar & G.S.Giri
- Ardisia megistophylla Lundell
- Ardisia megistosepala Merr.
- Ardisia meijeri C.M.Hu
- Ardisia melastomoides Pit.
- Ardisia membranifolia Mez
- Ardisia merrillii E.Walker: Guangxi, Hainan und Vietnam.[1]
- Ardisia mesoamericana Pipoly & Ricketson
- Ardisia metensis Lundell
- Ardisia mexicana Lundell
- Ardisia meziana King & Gamble
- Ardisia mezii Elmer
- Ardisia micranthera Pit.
- Ardisia microsoropsis B.C.Stone
- Ardisia mildbraedii (Gilg & Schellenb.) Taton
- Ardisia milleflora Mez
- Ardisia milneensis C.M.Hu[1]
- Ardisia minama Lundell
- Ardisia mindanaensis Mez
- Ardisia minor King & Gamble
- Ardisia minutiflora Lundell
- Ardisia miqueliana Scheff.
- Ardisia mirabilis Pit.
- Ardisia mirandae Merr.
- Ardisia missionis Wall. ex A.DC.
- Ardisia mjoebergii Merr.
- Ardisia mogotensis Urb.
- Ardisia momiensis Kaneh. & Hatus.
- Ardisia monilipila B.C.Stone
- Ardisia monsalveae Pipoly
- Ardisia monteverdeana (Lundell) Pipoly & Ricketson
- Ardisia monticola Ridl.
- Ardisia moonii C.B.Clarke
- Ardisia morobeensis Sleumer
- Ardisia morotaiensis C.M.Hu[1]
- Ardisia multipunctata H.R.Fletcher
- Ardisia muluensis B.C.Stone
- Ardisia murtonii H.R.Fletcher
- Ardisia myrcioides S.Moore
- Ardisia myriosticta K.Schum.
- Ardisia myrsinoides Pit.
- Ardisia nabirensis Kaneh. & Hatus.
- Ardisia nagelii Mez
- Ardisia nana Pipoly & Ricketson
- Ardisia neei Lundell
- Ardisia neglecta M.P.Nayar & G.S.Giri
- Ardisia negroensis Mez
- Ardisia neonobotrys K.Schum.
- Ardisia neriifolia Wall. ex A.DC.
- Ardisia nervosa H.R.Fletcher
- Ardisia nervosissima Lundell
- Ardisia nevermannii Standl.
- Ardisia nhatrangensis C.M.Hu & J.E.Vidal
- Ardisia niambiensis Pipoly & Cogollo
- Ardisia nigrescens Oerst.
- Ardisia nigrita Lundell
- Ardisia nigromaculata Merr.
- Ardisia nigropilosa Pit.: Südliches Yunnan und Vietnam.[1]
- Ardisia nigropunctata Oerst.
- Ardisia nigrovirens J.F.Macbr.[7]
- Ardisia novitensis Lundell
- Ardisia nurii Furtado
- Ardisia oaxacana (Lundell) Pipoly & Ricketson
- Ardisia oblanceolata Standl.
- Ardisia obovata Desv. ex Ham.
- Ardisia obovatifolia Merr.
- Ardisia obscurinervia Merr.
- Ardisia obtusa Mez: Sie kommt in zwei Unterarten in Guangdong, Guangxi, Hainan und Vietnam vor.[1]
- Ardisia ochracea Elmer
- Ardisia odontophylla Wall. ex A.DC.
- Ardisia olivacea E.Walker: Guanxi.[1]
- Ardisia omalocarpa Ridl.
- Ardisia omissa C.M.Hu: Guangdong und Guangxi.[1]
- Ardisia oocarpa Stapf
- Ardisia opaca Lundell
- Ardisia opegrapha Oerst. (Syn.: Ardisia coibana (Lundell) Lundell, Ardisia esquipulasana Lundell, Ardisia murphyae (Lundell) Lundell, Ardisia obtusata (Lundell) Lundell, Ardisia oliveri Mast., Ardisia picturata Lundell, Ardisia riomonteana Lundell, Ardisia seibertii Standl., Ardisia seranoana (Lundell) Lundell, Ardisia skutchii C.V.Morton, Ardisia subcoriacea Lundell, Ardisia ustupoana (Lundell) Lundell): Sie kommt in Nicaragua, Costa Rica, Panama und Kolumbien vor.[5]
- Ardisia ophirensis (C.B.Clarke) Mez
- Ardisia ordinata E.Walker: Hainan.[1]
- Ardisia oreophila C.M.Hu
- Ardisia ototomoensis Taton
- Ardisia ovandensis Lundell
- Ardisia oxyphylla Wall. ex A.DC.
- Ardisia oxystemon Ridl. ex H.R.Fletcher
- Ardisia pachyrhachis (F.Muell.) F.Muell.
- Ardisia pachysandra (Wall.) Mez
- Ardisia palawanensis Merr.
- Ardisia pallidiflora Ridl.
- Ardisia palmana Donn.Sm.
- Ardisia palustris K.Larsen & C.M.Hu[1]
- Ardisia panamensis Lundell
- Ardisia paniculata Roxb.
- Ardisia panurensis Mez: Sie kommt in Peru, Ecuador und in Brasilien vor.[5]
- Ardisia paradoxa C.M.Hu & J.E.Vidal
- Ardisia parvidenticulata Pipoly & Ricketson
- Ardisia parviflora Talbot
- Ardisia parvipunctata (Lundell) Pipoly & Ricketson
- Ardisia paschalis Donn.Sm.: Sie kommt von Mexiko bis Zentralamerika vor.[5]
- Ardisia pauciflora B.Heyne ex Roxb.
- Ardisia paupera Mez
- Ardisia pedalis E.Walker: Guangxi und Vietnam.[1]
- Ardisia pedunculata H.R.Fletcher
- Ardisia pedunculosa Wall.
- Ardisia pellucida Oerst.[7][8]
- Ardisia pentaglossa B.C.Stone
- Ardisia pergamacea (Miq.) Mez
- Ardisia pergracilis Lundell
- Ardisia perinsignis Lundell
- Ardisia perissa B.C.Stone
- Ardisia perpendicularis E.Walker
- Ardisia perreticulata C. Chen: Guangdong und Guangxi.[1]
- Ardisia perrottetiana A.DC.
- Ardisia petelotii E.Walker
- Ardisia petenensis Lundell
- Ardisia petila B.C.Stone
- Ardisia petocalyx Scheff.
- Ardisia phaeoneura C.M.Hu
- Ardisia picardae Urb. ex Mez
- Ardisia pichinchana Lundell[8]
- Ardisia pierreana Taton
- Ardisia pilosa H.R.Fletcher
- Ardisia pingbienensis Y.P.Yang: Südöstliches Yunnan.[1]
- Ardisia pirifolia Mez
- Ardisia pitardii C.M.Hu & J.E.Vidal
- Ardisia pleurobotrya Donn.Sm.
- Ardisia pluriflora Lundell
- Ardisia pluvialis Pipoly: Sie kommt in Ecuador vor.[8]
- Ardisia poilanei Pit.
- Ardisia polyactis Mez
- Ardisia polyadenia Gilg
- Ardisia polycephala Wall. ex A.DC.: Sie kommt in Thailand, Myanmar und Vietnam vor.[5]
- Ardisia polylepis Mez
- Ardisia polysticta Miq. (Syn.: Ardisia evonymifolia Pit., Ardisia jagorii Mez, Ardisia nemorosa Pit., Ardisia oldhamii Mez, Ardisia pardalina Mez, Ardisia perpunctata Elmer ex Merr., Ardisia ramosii Merr., Ardisia sinuatocrenata Mez, Ardisia stellifera Pit., Ardisia tonkinensis A.DC., Ardisia virens Kurz): Sie kommt in Indien, Indonesien, Indochina, Taiwan und in China vor und ist auf Hawaii ein Neophyt.[5]
- Ardisia poolei C.T.White & W.D.Francis ex Lane-Poole
- Ardisia popayanensis Mez
- Ardisia poranthera F.Muell. & C.Moore
- Ardisia porifera E.Walker: Hainan.[1]
- Ardisia praetervisa C.M.Hu[1]
- Ardisia premnifolia C.M.Hu[1]
- Ardisia premontana Pipoly[8]
- Ardisia primulifolia Gardner & Champ.: Fujian, Guangdong, Guangxi, Guizhou, Hainan, Hunan, Jiangxi, Yunnan und Vietnam.[1]
- Ardisia principis (A.DC.) J.F.Macbr.
- Ardisia prionata E.Walker
- Ardisia procera Capuron
- Ardisia prolifera C.M.Hu & J.E.Vidal
- Ardisia prunifolia C.M.Hu & J.E.Vidal
- Ardisia pseudocrispa Pit.
- Ardisia pseudocuspidata Pipoly & Ricketson
- Ardisia pseudoracemiflora Pipoly
- Ardisia psychotriiphylla Pit.
- Ardisia pterocaulis Miq.
- Ardisia pteropoda Miq.
- Ardisia puberula H.R.Fletcher
- Ardisia pubicalyx Miq.
- Ardisia pubivenula E.Walker: Guangxi und Hainan.[1]
- Ardisia pulchella Mez
- Ardisia pulchra Ridl.
- Ardisia pulverulenta Mez
- Ardisia pulvinulata B.C.Stone
- Ardisia punicea H.R.Fletcher
- Ardisia purpurea Reinw. ex Blume
- Ardisia purpureovillosa C.Y.Wu & C.Chen ex C.M.Hu: Guangxi, Hainan und Yunnan.[1]
- Ardisia purpusii Brandegee
- Ardisia purseglovei Furtado
- Ardisia pusilla A.DC.: Sie kommt in Thailand, auf den Philippinen, in Malaysia, China, Japan und Taiwan vor.[5][1]
- Ardisia pustulata Mez
- Ardisia pyramidalis (Cav.) Pers.: Sie kommt auf Borneo und auf den Philippinen vor.[5]
- Ardisia pygmaea Merr.
- Ardisia pyrsocoma B.C.Stone
- Ardisia quangnamensis C.M.Hu & J.E.Vidal
- Ardisia quinquangularis A.DC.
- Ardisia quinquegona Blume: Indien, Indonesien, Japan (Ryukyu-Inseln), Malaysia, Vietnam und China.[1]
- Ardisia rabilii H.R.Fletcher
- Ardisia racemibunda B.C.Stone
- Ardisia racemigera Mez
- Ardisia racemosopaniculata Mez
- Ardisia ramondiiformis Pit.: Hainan und Vietnam.[1]
- Ardisia rapaneifolia C.M.Hu & J.E.Vidal
- Ardisia rarescens Standl.
- Ardisia raveniana Lundell
- Ardisia ravida C.M.Hu & J.E.Vidal
- Ardisia reclinata Scheff.
- Ardisia recliniflora Pit.
- Ardisia recurvata C.M.Hu[1]
- Ardisia reflexiflora Lundell
- Ardisia repandula F.Muell.
- Ardisia replicata E.Walker: Südöstliches Yunnan und Vietnam.[1]
- Ardisia reptans Merr.
- Ardisia retinervia Ridl.
- Ardisia retroflexa E.Walker: Hainan.[1]
- Ardisia retusa Lundell
- Ardisia revoluta Kunth: Sie kommt von Mexiko bis Panama vor.[5]
- Ardisia reynosoi B.C.Stone
- Ardisia rhodochroa C.M.Hu & J.E.Vidal
- Ardisia rhomboidea Wight
- Ardisia rhynchophylla C.B.Clarke
- Ardisia rhynchotechioides (Kraenzl.) Hand.-Mazz.
- Ardisia ridleyi King & Gamble
- Ardisia ridsdalei C.M.Hu[1]
- Ardisia rigida Kurz
- Ardisia rigidifolia Lundell
- Ardisia rigidula Mez
- Ardisia rimiformis Lundell
- Ardisia rivularis Merr.
- Ardisia romanii Elmer
- Ardisia rosea King & Gamble
- Ardisia roseiflora Pit.
- Ardisia rubescens Pit.
- Ardisia rubicunda C.M.Hu[1]
- Ardisia rubiginosa Miq.
- Ardisia rubroglandulosa H.R.Fletcher
- Ardisia rudis J.Sinclair
- Ardisia ruedae Ricketson & Pipoly
- Ardisia rufidula Lundell
- Ardisia rumphii Merr.
- Ardisia russellii M.P.Nayar & G.S.Giri
- Ardisia ruthiae B.C.Stone
- Ardisia sadebeckiana Gilg
- Ardisia sagoensis C.M.Hu[1]
- Ardisia saligna Mez
- Ardisia samalana (Lundell) Pipoly & Ricketson
- Ardisia samarensis Merr.
- Ardisia sanguinolenta Blume (Syn.: Ardisia anceps Wall., Ardisia calothyrsa Scheff., Ardisia colorata Roxb., Ardisia complanata Wall., Ardisia confinis Miq., Ardisia grandiflora Wall., Ardisia insularis Mez, Ardisia jambosioides Miq., Ardisia linearifolia Miq., Ardisia stylosa Miq., Ardisia zollingeri A.DC.)
- Ardisia sanmartensis (Rusby) Standl.
- Ardisia sapida Cuatrec.: Sie kommt in Kolumbien vor.[5]
- Ardisia sarawakensis Merr.
- Ardisia sauraujifolia Pit.
- Ardisia scabrida Mez
- Ardisia scalarinervis E.Walker: Südliches Yunnan.[1]
- Ardisia scalaris Mez
- Ardisia scheryi Lundell
- Ardisia schippii Standl.
- Ardisia schlechteri Gilg
- Ardisia schlimii Mez
- Ardisia schultzei Mez
- Ardisia scortechinii King & Gamble
- Ardisia serrata (Cav.) Pers.
- Ardisia sessilifolia Mez
- Ardisia sessilis Scheff.
- Ardisia shweliensis W.W.Sm.: Südwestliches Yunnan und Indien.[1]
- Ardisia siamensis H.R.Fletcher
- Ardisia sibulanensis Elmer
- Ardisia sibuyanensis Elmer
- Ardisia sicula B.C.Stone
- Ardisia sideromalla K.Schum.
- Ardisia sieboldii Miq.: Sie kommt in China, im südlichen Japan und in Taiwan vor.[5][1]
- Ardisia sigillata B.C.Stone
- Ardisia silvestris Pit.
- Ardisia singularis B.C.Stone
- Ardisia sinoaustralis C. Chen: Guangdong, Guangxi, Hainan, Hunan und Jiangxi.[1]
- Ardisia sinuata King & Gamble
- Ardisia smaragdina Pit.
- Ardisia smurfitana Ricketson & Pipoly
- Ardisia solanacea (Poir.) Roxb. (Syn.: Ardisia humilis auct.): Sie besitzt ein weites Verbreitungsgebiet vom tropischen Himalaja über Indien, Sri Lanka, Burma, westlichen China bis Singapur.[5][1]
- Ardisia solida B.C.Stone
- Ardisia sonchifolia Mez
- Ardisia sorogensis C.M.Hu[1]
- Ardisia spanoghei Scheff.
- Ardisia sphenobasis Scheff.
- Ardisia spiciformis C.M.Hu[1]
- Ardisia spilota B.C.Stone
- Ardisia splendens Pit.
- Ardisia squarrosa Mez
- Ardisia staminosa Lundell
- Ardisia standleyana P.H.Allen
- Ardisia staudtii Gilg
- Ardisia steinii Pipoly & Ricketson
- Ardisia stichantha B.C.Stone
- Ardisia stipitata H.R.Fletcher
- Ardisia stonei Sasidh. & Sivar.
- Ardisia storkii Lundell
- Ardisia subanceps K.Schum. & Lauterb.
- Ardisia subcrenulata Lundell
- Ardisia subcuneifolia Lundell
- Ardisia sublanceolata Hochr.
- Ardisia sublepidota Merr.
- Ardisia suboppositifolia C.M.Hu & J.E.Vidal
- Ardisia subpilosa H.R.Fletcher
- Ardisia subsessilifolia Lundell
- Ardisia subtilis S.Moore
- Ardisia sulcata Mez
- Ardisia sumatrana Miq.
- Ardisia symplocifolia (C.Chen) K.Larsen & C.M.Hu[1]
- Ardisia tacarcunana Lundell
- Ardisia tachibana Makino
- Ardisia tahanica King & Gamble
- Ardisia talamancensis Ricketson & Pipoly
- Ardisia tanycardia B.C.Stone
- Ardisia tarariae Lundell
- Ardisia tayabensis Merr.
- Ardisia taytayensis Merr.
- Ardisia tenuicaulis Lundell
- Ardisia tenuis Lundell
- Ardisia ternatensis Scheff.
- Ardisia tetramera K.Larsen & C.M.Hu[1]
- Ardisia teysmanniana Scheff.
- Ardisia theifolia King & Gamble
- Ardisia thomsonii Mez
- Ardisia thyrsiflora D.Don (Syn.: Ardisia meziana H.Lév., Ardisia penduliflora Mez, Ardisia tenera Mez, Ardisia undulata Mez, Ardisia yunnanensis Mez): Sie gedeiht im Himalaja (von Kumaun in Nepal bis Bhutan, Assam).[5][1]
- Ardisia tilaranensis Standl.
- Ardisia tinctoria Pit.
- Ardisia tinifolia Sw.: Dieser Endemit kommt nur auf Jamaika vor.[5]
- Ardisia tomentosa C.Presl
- Ardisia tonii Lundell
- Ardisia torsiva C.M.Hu[1]
- Ardisia tortuguerensis Ricketson & Pipoly
- Ardisia translucida H.R.Fletcher
- Ardisia trichogyne B.C.Stone
- Ardisia tristanioides S.Moore
- Ardisia tristis K.Larsen & C.M.Hu
- Ardisia troyana Urb.
- Ardisia tsangii E.Walker
- Ardisia tuberculata Wall. ex A.DC.
- Ardisia tuerckheimii Donn.Sm.
- Ardisia tumida Furtado
- Ardisia turbinata B.C.Stone
- Ardisia tysonii Lundell
- Ardisia unguiensis Lundell
- Ardisia uniflora K.Larsen & C.M.Hu[1]
- Ardisia urbanii Stearn
- Ardisia uregaensis Taton
- Ardisia ursina Lundell
- Ardisia utleyi (Lundell) Pipoly & Ricketson
- Ardisia valida Mez
- Ardisia vatteri Standl. & Steyerm.
- Ardisia vaughanii Ridl.
- Ardisia velutina Pit.
- Ardisia venosa Mast. ex Donn.Sm.
- Ardisia venosissima (Ruiz & Pav.) J.F.Macbr.
- Ardisia venulosa C.M.Hu
- Ardisia venusta S.Moore
- Ardisia verapazensis Donn.Sm.
- Ardisia verbascifolia Mez: Hainan, Yunnan und Vietnam.[1]
- Ardisia verdisepala Ricketson & Pipoly
- Ardisia vernicosa Mez
- Ardisia verrucosa C.Presl
- Ardisia vesca Lundell
- Ardisia viburnifolia Pit.
- Ardisia vidalii C.M.Hu[1]
- Ardisia vietnamensis C.M.Hu & J.E.Vidal
- Ardisia villosa Roxb.: Sie ist in Malaysia, Indochina, Myanmar, Thailand, China und Taiwan verbreitet.[5][1]
- Ardisia viminea Ridl.
- Ardisia violacea (T.Suzuki) W.Z.Fang & K.Yao: Taiwan.[1]
- Ardisia virens Kurz: Indien, Indonesien, Myanmar, Thailand, Vietnam und China.[1]
- Ardisia waitakii C.M.Hu: Sie kommt in Vietnam und in den chinesischen Provinzen Guangdong, Guangxi sowie Hainan vor.[1]
- Ardisia walkeri Y.P.Yang[1]
- Ardisia wallichii A.DC.: Sie kommt in Myanmar sowie Thailand vor.[5]
- Ardisia warburgiana Mez
- Ardisia warneri Lundell
- Ardisia weberbaueri Mez[7][9][8]
- Ardisia websteri Pipoly: Sie kommt in Ecuador vor.[8]
- Ardisia wedelii Lundell
- Ardisia wendtii (Lundell) Pipoly & Ricketson
- Ardisia whitei Lundell
- Ardisia wightiana (A.DC.) Wall. ex Mez
- Ardisia willisii Mez
- Ardisia woodsonii Lundell
- Ardisia yatesii Merr.
- Ardisia zambalensis Merr.
- Ardisia zenkeri Gilg
- Ardisia zeylanica C.B.Clarke

Nicht mehr zur Gattung gehören (Auswahl):
- Ardisia acerosa Gaertn. → Leptecophylla juniperina (J.R.Forst. & G.Forst.) C.M.Weiller (Syn.: Cyathodes acerosa R.Br. ex Roem. & Schult., Lissanthe acerosa Spreng.)[10]
- Ardisia laevis Oerst. → Stylogyne turbacensis subsp. laevis (Oerst.) Ricketson & Pipoly[10]
- Ardisia longistaminea A.C.Sm. → Geissanthus longistamineus (A.C.Sm.) Pipoly[10]
- Ardisia ramiflora Oerst. → Stylogyne turbacensis subsp. laevis (Oerst.) Ricketson & Pipoly[10]
- Ardisia tsjeriam-cottam Roem. & Schult. → Embelia tsjeriam-cottam (Roem. & Schult.) A.DC.[10]

## Nutzung
Einige Arten werden als Zierpflanzen verwendet, beispielsweise in kühlen Räumen.
Die mehligen Früchte von Ardisia sieboldii werden gegart gegessen, wenn es sonst nichts mehr anderes gibt. Die rohen Blätter von Ardisia crispa werden als Salat gegessen. Die medizinischen Wirkungen einiger Arten wurden untersucht.
Die Droge aus getrockneten Pflanzenteilen von Ardisia japonica wird in der Traditionellen Chinesischen Medizin als hustenstillendes Mittel verwendet.